# ロビノース
ロビノース (robinose) は、6-O-α-ラムノピラノシル-β-ガラクトピラノシド構造を持つ二糖である。ベニヒモノキ (Acalypha hispida) に含まれている。
ロビニンはケンペロール-3-O-ロビノシド-7-O-ラムノシドである。